# Louis Grenier (homme d'affaires)
Pour les articles homonymes, voir Louis Grenier et Grenier (homonymie).
Louis Grenier est un homme d'affaires québécois né à Montréal en 1953.
Il est le fondateur de Kanuk, une entreprise québécoise qui fabrique des vêtements de plein air. 
En 2015, il s'associe avec Champlain Financière pour assurer la relève de l'entreprise sous la direction de Richard Laniel. 

## Distinctions
- 2006 - Chevalier de l'Ordre national du Québec